# Уайли, Уильям Лайонел
Уильям Лайонел Уайли (5 июля 1851 – 6 апреля 1931, англ. William Lionel Wyllie) — английский художник-маринист.

## Жизнь и творчество
Был старшим сыном художника Уильяма Моррисона Уайли (1820–1895) и его жены Кэтрин. Его сводный брат, Лайонел Перси Смит, также стал художником. Уайли провёл детство во Франции с его родителями. Изучал живопись в Школе искусств Хэтерли, а затем — в при лондонской Королевской Академии художеств, где он учился у Эдвина Генри Ландсира, Джона Эверетта Милле и Фредерика Лейтона. В 1869 году живописец был награждён медалью Тёрнера. В 1899 году он становится членом Королевской Академии художеств, в том же году выставляет в Академии свои работы «Летучий Голландец» и «Рундук Дэви Джонса». В годы Первой мировой войны Уайли служил военным корреспондентом.
За свою долгую творческую жизнь Уайли создал многочисленные акварели, графические произведения и картины маслом. Наиболее значительной работой художника считается его панорамное полотно Трафальгарская битва, размером 13,5х3,6 метров, над которой мастер трудился около 20 лет.

## Галерея

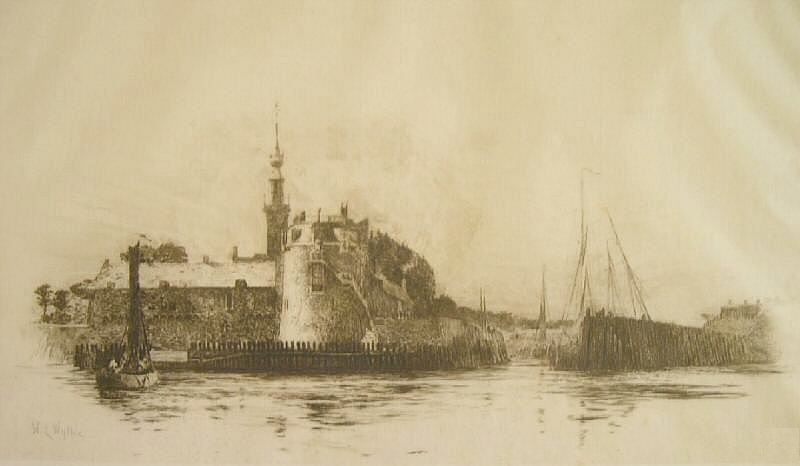
Гравюра «Врира»
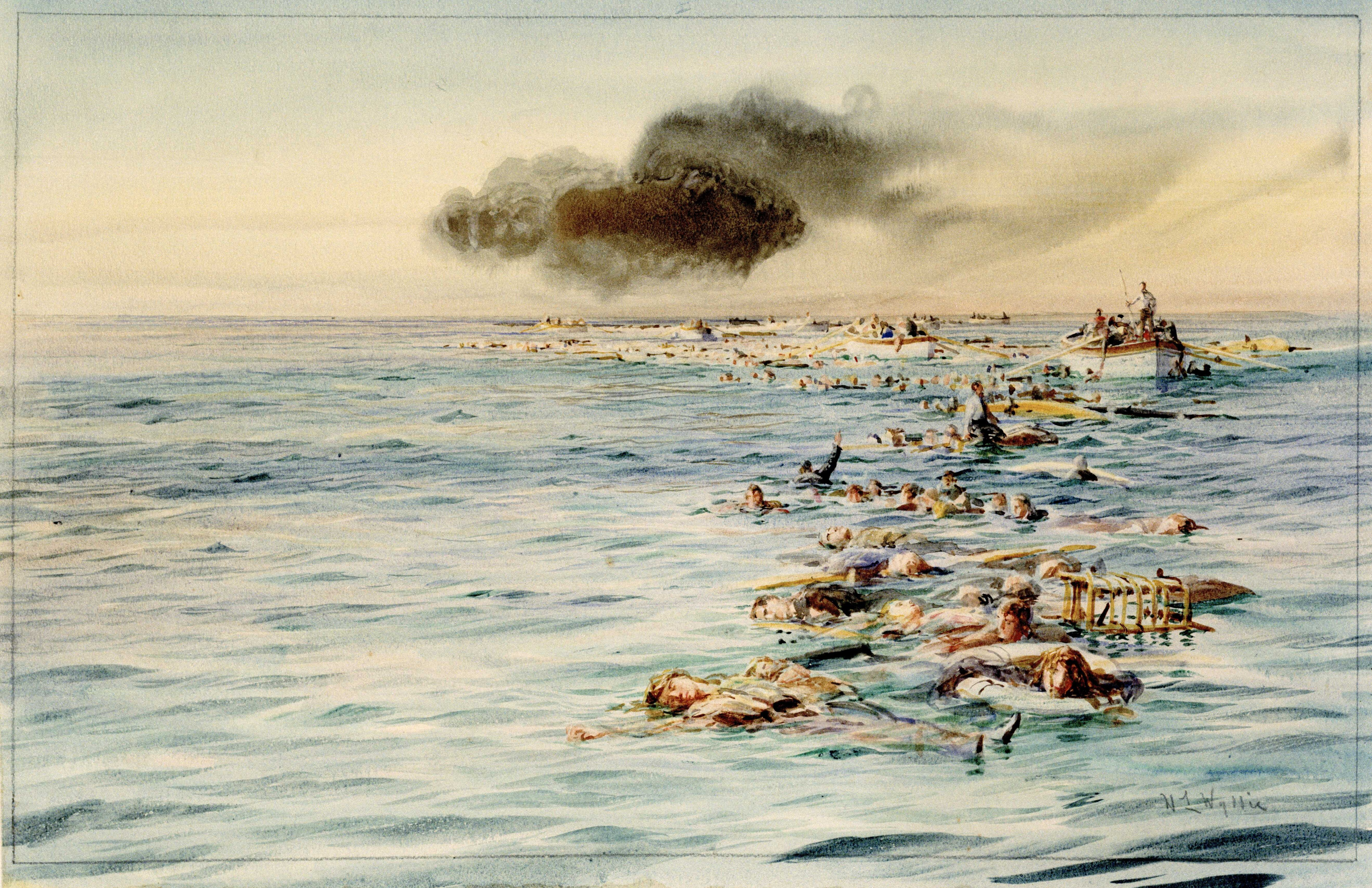
След «Лузитании».
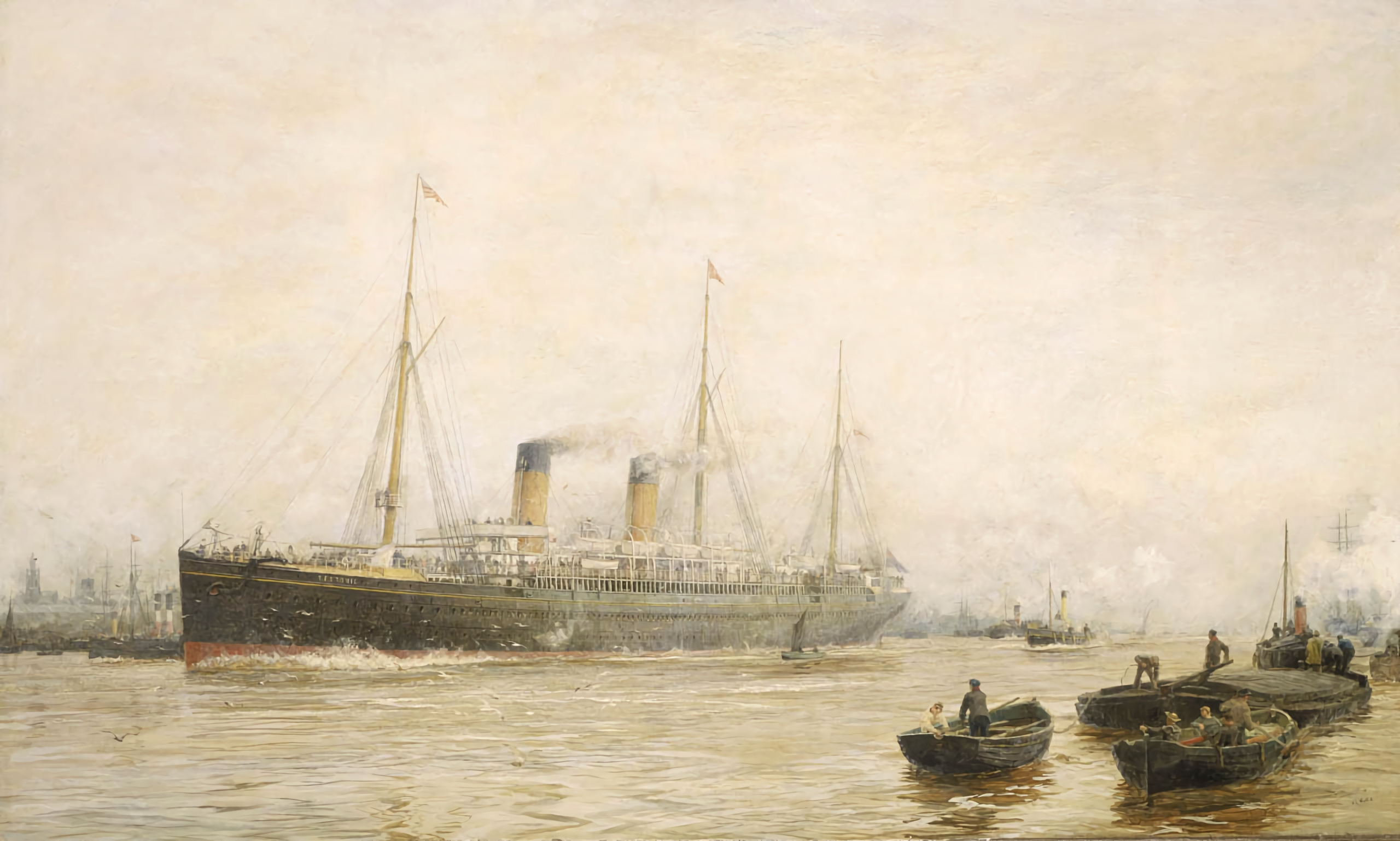
«Тевтоник» покидает Ливерпуль
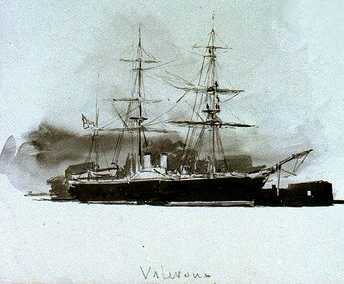
Колёсный фрегат «Валороуз»
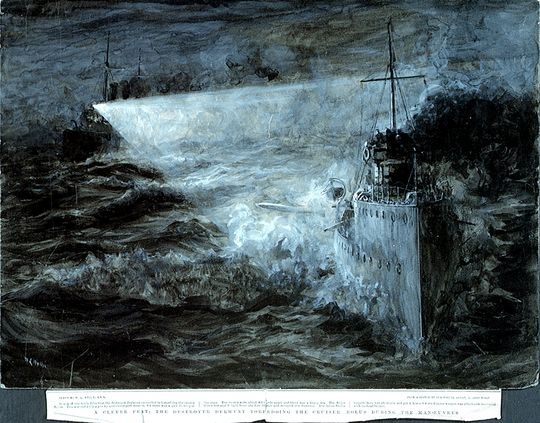
Эсминец «Дервент» проводит тренировочное торпедирование крейсера «Аэолус», 1904
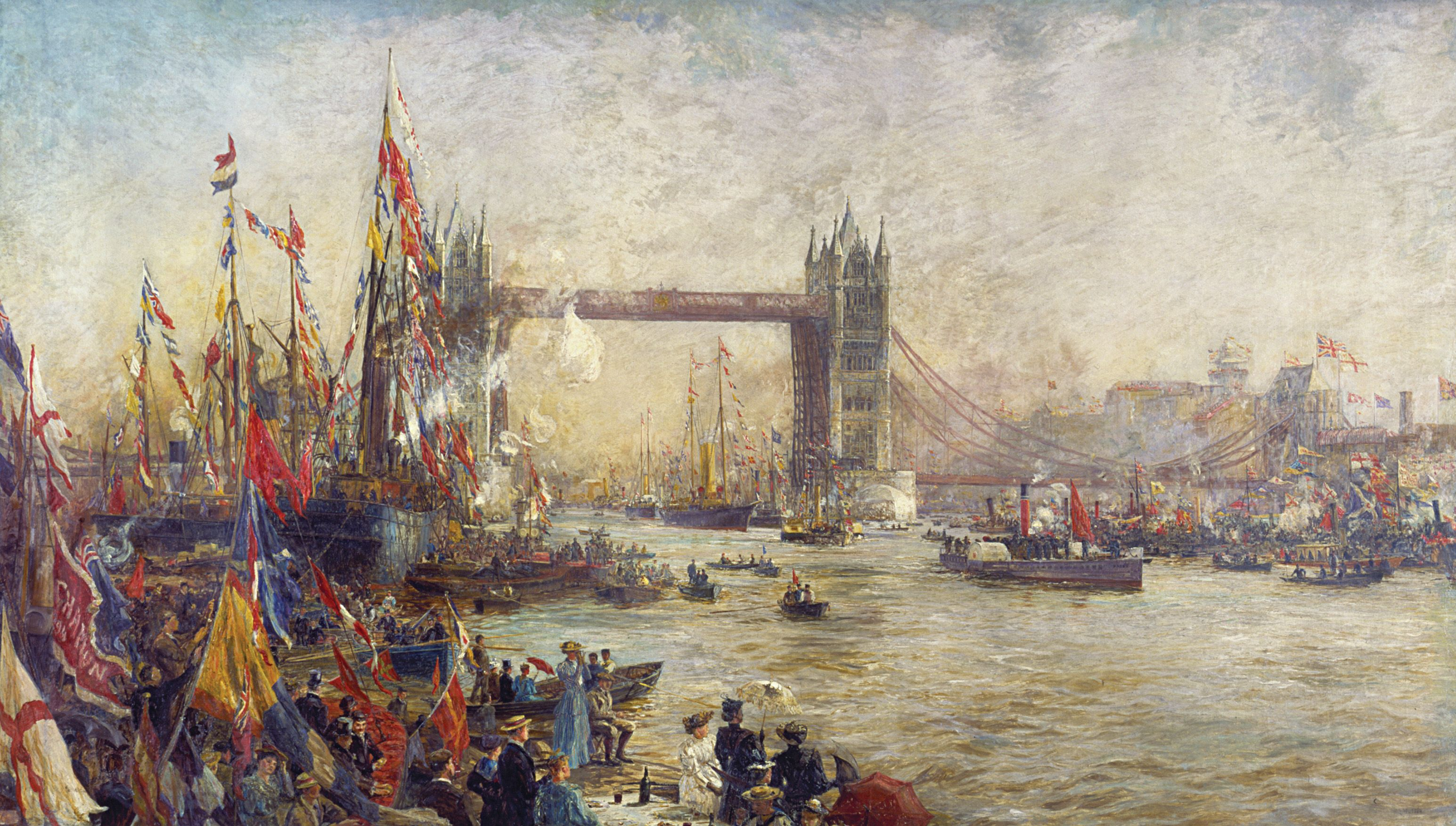
Открытие Моста Тауэр, 1895
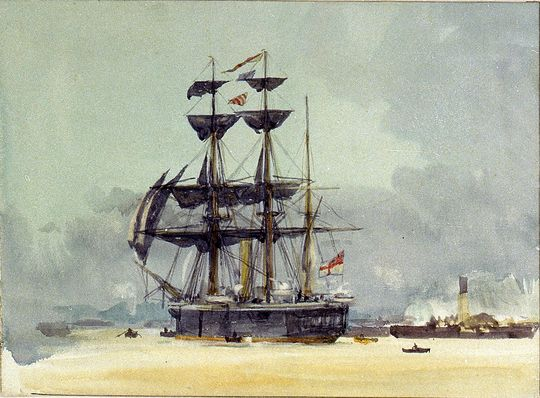
Фрегат «Калипсо», 1897
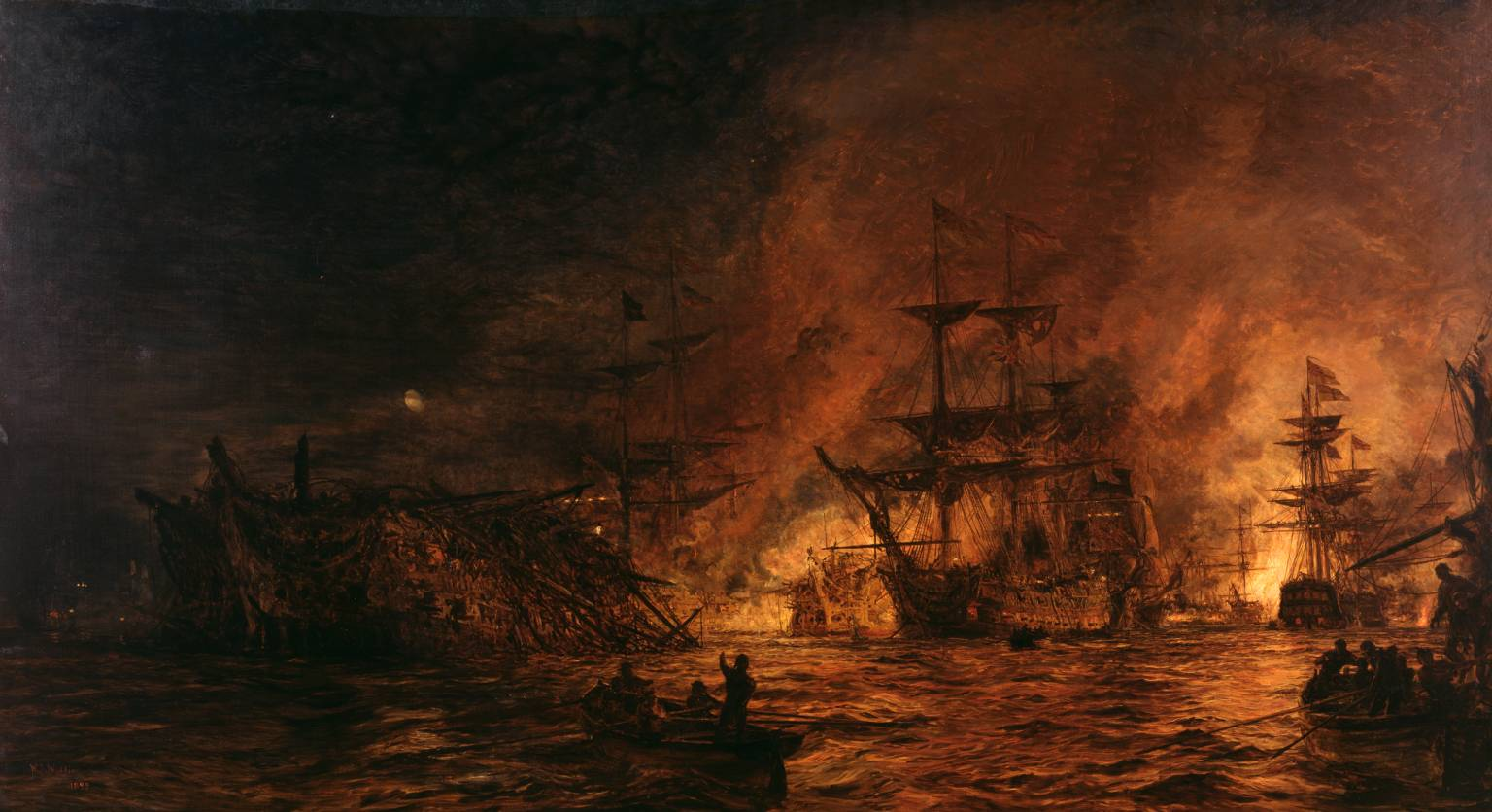
Битва на Ниле, 1899